# Erich Fromm
Erich Fromm (Frankfurt na Majni, 23. ožujka 1900. – Muralto, 18. ožujka 1980.), američki psihoanalitičar njemačkog podrijetla. 

## Životopis
Erich Fromm je počeo studirati 1918. na Sveučilištu u Frankfurtu na Majni. Tijekom ljetnog semestra 1919. Fromm je studirao na Hajdelberškom sveučilištu, gdje je promijenio smjer studija s prava na sociologiju kod Alfreda Webera (brat Maxa Webera), Karla Jaspersa i Heinricha Rickerta. Fromm je postao doktorom filozofije (Ph.D.) 1922., a završio je svoju izobrazbu u psihoanalitici 1930. na Psihoanalitičkom Institutu u Berlinu. Iste godine je otvorio kliniku i pridružio se Institutu za socijalna istraživanja u Frankfurtu. Nakon što su nacisti preuzeli vlast u Njemačkoj, Fromm se preselio u Ženevu, a onda 1934. u New York i na Columbia University. Nakon što je napustio Columbiu, pomogao je stvaranju njujorške filijale Washingtonske škole psihijatrije 1943. i William Alanson White instituta za psihijatriju, psihoanalizu i psihologiju 1945.
Kada se Fromm preselio u Mexico City 1950., postao je profesorom na UNAM (Universidad Nacional Autónoma de Mexico) i osnovao psihoanalitički odjel u medicinskoj školi. Poučavao je na UNAM-u do mirovine 1965. U međuvremenu je podučavao kao profesor psihologiju na državnom sveučilištu Michigana od 1957. do 1961., a kao pomoćni profesor psihologije na odjelu Umjetnosti i znanosti njujorškog sveučilišta poslije 1962. godine. Fromm se preselio u Muralto, Švicarska, 1974. i umro u svom domu 1980., pet dana prije svog osamdesetog rođendana. Cijelo vrijeme je imao svoju kliniku i izdavao seriju knjiga.

## Psihološka teorija
Počevši s njegovim prvim radom, Bijeg od slobode, Fromova djela su poznata po njegovim socijalnim i političkim komentarima, kao i filozofskim i psihološkim podvlačenjima. Njegova druga knjiga, Čovjek za sebe (Man for Himself): An Inquiry into the Psychology of Ethics iz 1947. je bila nastavak Bijega od slobode. Zajedno, te knjige su činile Frommovu teoriju o ljudskom karakteru, koja je bila prirodan izdanak Frommove teorije o ljudskoj prirodi. Frommova najpopularnija knjiga je svakako Umjeće ljubavi, internacionalni bestseler koji je rekapitulirao i dopunio teoretske principe ljudske prirode iz djela Bijega od slobode i Čovjek za sebe (Man for Himself).
U Frommovom pogledu na svijet središnja tema bila je njegova interpretacija Talmuda, koji je studirao kao mladić kod rabina J. Horowitza, a kasnije i kod rabina Salman Baruch Rabinkowa, dok je radio na doktoratu sociologije na Hajdelberškom univerzitetu. Frommov djed i dva pradjeda na očevoj strani su bili rabini, dok je majčin ujak bio poznat talmudski naučnik. Ipak, Fromm se distancirao od ortodoksnog judaizma 1926., a pridružio sekularnom shvatanju skripturalnih ideala.
Jezgra Frommove humanističke filozofije je njegova interpretacija biblijske priče o Adamovom i Evinom protjerivanju iz Rajskog vrta. Oslanjajući se na svoje znanje Talmuda, Fromm je ukazao da je uglavnom vrlina kada se može razabrati između dobra i zla, dok biblijski učenjaci uglavom smatraju Adama i Evu griješnim zbog neposlušnosti prema Bogu, tako što su zagrizli jabuku s Drveta Znanja. Ipak, napuštajući tradicionalnu religioznu ortodoksiju, Fromm je veličao ljudske vrline zbog nezavisnog djelovanja i korištenja razuma kako bi se uspostavile moralne vrline, a ne pripadanju autoritetskim moralnim vrijednostima.
Pored pojednostavljenog osuđivanja autoritetskih vrijednosti sistema, Fromm je koristio priču Adama i Eve kao alegorijsko objašnjenje ljudske biološke evolucije i egzistencijalnog straha, izjavljujući da su Adam i Eva, nakon što su jeli s Drva Znanja, postali svjesni samih sebe kao odvojenim od prirode, ali i dio nje. Zato su se osjećali "goli" i "postiđeni": Oni su se razvili u ljudska bića, svjesni samih sebe, svoje smrtnosti i nemoći pred silama prirode i društva. Nisu više bili ujedinjeni sa svemirom (kosmosom) kao što su bili instinktivno, u praljudskom postojanju kao životinje. Po Frommu, svjesnost odvojenog ljudskog postojanja je izvor svih krivica i srama, a rješenje za ovu egzistencijalnu dihotomiju se nalazi u razvitku jedinstvene ljudske moći ljubavi i uma. Fromm je odvojio njegov koncept ljubavi od popularnog shvaćanja ljubavi u takvoj mjeri, da je njegov odnos prema ovom konceptu bio u biti paradoksalan.
Fromm je smatrao da je ljubav međusobni kreativni kapacitet, a ne emocija, i odvojio je kreativni kapacitet od onog što je smatrao raznim formama narcističkih neuroza i sado-mazohističkih tendencija, koje se obično uzimaju kao dokaz "istinite ljubavi". Fromm je zaista smatrao iskustvo "zaljubljivanja" dokazom nečije nesposobnosti da razumije istinitu prirodu ljubavi koja, po njemu, uvijek ima zajedničke elemente kao što su briga, odgovornost, poštovanje i znanje. Oslanjajući se na svoje znanje o Talmudu, Fromm je isticao priču o Jonahu, koji nije htio da spasi građane Nineveha od konsekvenci njihovih grijeha, kao demonstraciju njegovog vjerovanja da su vrijednosti brige i odgovornosti uglavnom odsutne u većini ljudskih veza. Fromm je također tvrdio da vrlo mali broj ljudi suvremenog društva ima poštovanje prema autonomiji drugih ljudskih bića, a još manje objektivno znanje o onome što drugi ljudi iskreno žele i trebaju.

## Politika
Kulminacija Frommove socijalne i političke filozofije je bila njegova knjiga "Zdravo društvo", tiskana 1955., u kojoj favorizira humani, demokratski socijalizam. Oslanjajući se primarno na radove Karl Marxa, Fromm je bio prvi politički i sociološki komentator te vrste misli, koja je zagovarala ideal osobne slobode, koje se češće nalazila u knjigama klasičnih liberalista. Frommova inačica socijalizma je odbacila i zapadnjački kapitalizam i sovjetski komunizam, na koje je on gledao kao nehumane i birokratske socijalne strukture koje rezultiraju otuđivanjem pojedinaca od društva i svijeta.
Fromm je bilo vrlo aktivan u američkoj politici. Pridružio se Socijalističkoj stranci Amerike 1950-ih, i dao sve od sebe kako bi se dalo alternativno gledište na makartizam koje je preovladavalo u to doba. Ipak, kao suosnivač SANE-a, Frommov najjači politički interes je bio međunarodni pokret za mir, boreći se protiv utrke u nuklearnom naoružavanju i američkog sudjelovanja u Vijetnamskom ratu. Nakon što je uzalud podržavao senatora Eugene McCarthyja tokom predsjedničke nominacije demokrata 1968., Fromm se manje-više povukao s američke političke pozornice.

## Sažetak
Ljevičar je i humanist pod utjecajem Marxa, Freuda i frankfurtskog kruga, te kritičar suvremenog društva. Predstavnik je neopsihoanalize. Fromm se istakao kao originalni kritički interpretator Freudovih koncepcija koje su njegova druga osnovna inspiracija.

## Kasnija djela na engleskom
- "Bijeg od slobode" (Escape from freedom - 1941.)
- "Čovjek za sebe: istraživanje o psihologiji etike" (Man for himself, an inquiry into the psychology of ethics - 1947.)
- "Psihoanaliza i religija" (Psychoanalysis and Religion - 1950.)
- "Zaboravljeni jezik: uvod u razumijevanje snova, bajki i mitova" (Forgotten Language, an introduction to the understanding of dreams, fairy tales and myths - 1951.)
- "Zdravo društvo" (The sane society - 1955.)
- "Umijeće ljubavi" (The art of loving - 1956.)
- "Misija Sigmunda Freuda" (Sigmund Freud's mission - 1959.)
- "Zen budizam i psihoanaliza" (Zen Buddhism and Psychoanalysis - 1960.)
- "Marksovo shvaćanje čovjeka" (Marx's Concept of Man - 1961.)
- (May Man Prevail? An inquiry into the facts and fictions of foreign policy - 1961.)
- "S onu stranu okova iluzije : Moj susret s Marxom i Freudom" Beyond the Chains of Illusion: my encounter with Marx and Freud - 1962.)
- "Dogma o Kristu" (The Dogma of Christ and Other Essays on Religion, Psychology and Culture - 1963.)
- "Srce čovjeka" (The Heart of Man - 1964.)
- "Socijalistički humanizam" (Socialist Humanism - 1965.)
- "Bit ćete kao Bogovi" (You shall be as Gods - 1966.)
- "Revolucija nade : za humanizaciju tehnike" (The Revolution of Hope, toward a humanized technology - 1968.)
- "Ljudska priroda" (The Nature of Man - 1968.)
- "Kriza psihoanalize" (The Crisis of Psychoanalysis - 1970.)
- (Social character in a Mexican village; a sociopsychoanalytic study (Fromm & Maccoby) - 1970.)
- "Anatomija ljudske destruktivnosti" (The anatomy of human destructiveness - 1973.)
- "Imati ili biti" (To have or to be - 1976.)
- "Veličina i granica Freudove misli" (Greatness and Limitation of Freud's Thought - 1979.)
- (On Disobedience and other essays - 1984.)
- "Umijeće postojanja" (The Art of Being - 1993.)
- "Umijeće slušanja" (The Art of Listening - 1994.)
- (On Being Human - 1997.)
- (Erich Fromm, His Life and Ideas, An Illustrated Biography - 2000.)

## Vanjske poveznice
- Erich Fromm "Marxov doprinos poznavanju čovjeka"  Arhivirana inačica izvorne stranice od 20. kolovoza 2008. (Wayback Machine) (1969.)